# Le musiche da la Corrida
Le musiche da la Corrida è un album del maestro di musica italiano Roberto Pregadio con la sua grande Orchestra pubblicato dall'etichetta discografica Five Record nel 1988.

## Tracce
Lato A
1. Honk Tonk Train Blues
2. Tiger Rag
3. Muskrat Rumble
4. When The Saint Go Marchin In
5. Marcia Di Radetzky
6. At The Woodchopper's Ball (*)

Lato B
1. Mac The Knife
2. Birdland
3. Danza Delle Sciabole
4. Sogno D'Amore
5. Jumpin At The Woodside
6. Carmen

## Formazione
- Eric Daniel – sax alto, clarino, flauto
- Roberto Mancini – sax alto, clarino
- Alfredo Santoloci – sax tenore, flauto, clarino
- Massimo Bettazzi – sax tenore, flauto, clarino
- Claudio Pacifici – sax baritono, clarinetto basso
- Mike Applebaum – tromba, flicorno
- Enrico Fineschi – tromba
- Claudio Convini – tromba
- Aldo Bassi – tromba
- Mario Corvini – trombone
- Bernardo Picone – trombone
- Roberta Morellini – trombone
- Mario Pirone – trombone basso
- Paolo Zampini – flauto, ottavino
- Stefano Poggiolini – oboe
- Domenico Sebastiano – corno inglese
- Vincenzo Romano – tastiere, piano elettrico
- Franco Corvasce – chitarra elettrica
- Aldo Sferra – chitarra elettrica
- Valerio Serangeli – basso elettrico
- Sergio Consami – batteria
- Giovanni Cristiani – percussioni
- Gayl Berry, Liliana Jimenez, Paola Minello, Vicky Williams – cori
- Baldo Maestri – clarino solista (*)